# Zaguán

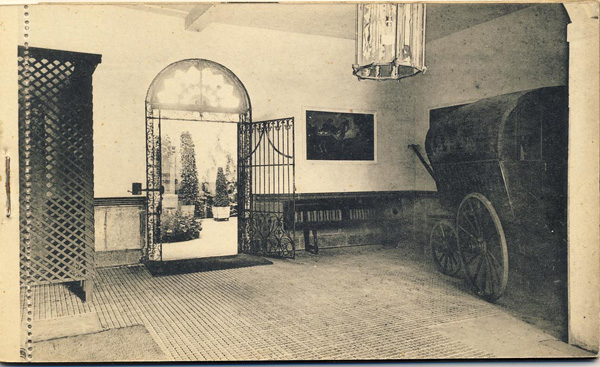
Zaguán del Museo del Romanticismo (1924).

Un zaguán es, en términos genéricos, un espacio cubierto situado en las casas, normalmente junto a la puerta, que no permite la visión desde la entrada a las zonas interiores como el patio para la protección de la vida privada. En este sentido, tiene un significado similar a vestíbulo, o a hall. Es un elemento de paso, sin carácter habitacional. 

## Origen
El término proviene de la palabra árabe hispánica istawán, y comenzó a usarse en el sentido actual a partir del siglo XVI. Así es citado, por ejemplo, por Cristóbal de las Casas en 1551 o por fray Francisco de los Santos en 1657. Aparece igualmente en muchos otros documentos de la época.

## Zaguán en España
En la arquitectura doméstica andalusí, el zaguán se concebía como un espacio abierto al patio, aunque protegido, que permitía el paso, en recodo, desde la puerta de la calle a aquel. Así se conserva en diversas casas moriscas en Granada, Córdoba o Sevilla. El zaguán se convierte en un elemento esencial organizador, con la aparición de la tipología constructiva de la casa-patio, modelo vigente en la arquitectura doméstica española, y especialmente andaluza, entre los siglos XVI y XIX. En ella, el acceso principal desde la calle se realiza a través del zaguán. A su vez, desde el zaguán se accede al patio columnado, en el que se encuentra la escalera y las habitaciones principales de carácter más público.

## Zaguán en México
En México, la palabra zaguán designa el portón o puerta grande que da acceso a un edificio desde la calle. En el noreste del país, se ha documentado que la palabra se utiliza para nombrar al vestíbulo de acceso a una casa, muchas veces abierto al aire libre. Desde los zaguanes por lo general se accede a pórticos o patios y a través de pasillos o arcos frente a la puerta principal de la casa y a salas o recámaras a través de puertas en los muros laterales que contienen el espacio.